# غرونيريت
غرونيريت هو معدن من مجموعة الأمفيبول من المعادن بالصيغة Fe7Si8O22 (OH) 2. هو العضو الحديدي لسلسلة grunerite-cummingtonite. يتشكل على شكل مجاميع ليفية أو عمودية أو كتل ضخمة من البلورات. البلورات موشورية أحادية الميل. اللمعان زجاجي إلى لؤلؤي بألوان تتراوح من الأخضر والبني إلى الرمادي الداكن. صلابة موس هي من 5 إلى 6 والثقل النوعي هو 3.4 إلى 3.5.
اكتشف في عام 1853 وسمي على اسم إيمانويل لويس جرونر (1809-1883)، الكيميائي السويسري-الفرنسي الذي حللها لأول مرة.